# Не гра
 Не ігри, або неігрові ігри — клас програмного забезпечення на межі між відеоіграми та іграшками. Оригінальний термін «неігрова гра» був введений покійним президентом Nintendo Сатору Іватою, який описує її як «форму розваги, яка насправді не має переможця чи навіть реального завершення». Вільям Райт раніше використовував термін «програмна іграшка» з тією ж метою. Основна відмінність між не іграми та традиційними відеоіграми полягає у відсутності структурованих цілей, завдань та викликів, які гравцю кидала гра. Це дає йому більший ступінь самовираження через гру у довільній формі, оскільки він може встановлювати власні цілі для досягнення. Деякі жанри, які вважаються не іграми, включають програмне забезпечення для вивчення мови, цифрові настільні ігри, ігри-головоломки, симулятори та мистецькі ігри.

## Історія
Не ігри існують з перших днів відеоігор, хоча для них не існує конкретного терміна. Одним із перших є гра Surround від Atari Inc.1977 року, гра змійка для двох гравців для Atari 2600, яка містить режим малювання довільної форми під назвою «Відео Графіті». Пізніші приклади, які продавалися як ігри, але представляють менш структурований досвід, це Alien Garden (Epyx, 1982), Moondust (Creative Software, 1983), Worms? (один із випусків Electronic Arts у 1983 році), I, Robot (Atari, 1983), який містить «не ігровий режим» під назвою «Doodle City», і Psychedelia Джеффа Мінтера (Llamasoft, 1984), який є інтерактивним синтезатором світла.
Набір Pinball Construction Set Білла Баджа (Electronic Arts, 1983) популяризував програмне забезпечення, де будувати щось цікавіше, ніж грати в готовий продукт. Меншою мірою деякі ігри стали конструкторами через включення редакторів рівнів, як-от Lode Runner Дугласа Е. Сміта (Broderbund, 1983), Mr. Robot and His Robot Factory Рона Розена (Datamost, 1983) і Rally Speedway Джона Андерсона (Adventure International, 1983). Згодом з'явилися інші правильніші будівельні набори, такі як Adventure Construction Set (1984) від EA та Racing Destruction Set (1985).
У січні 1984 року Джоел Глюк представив просту іграшку під назвою Bounce у своїй колонці про дизайн ігор у журналі ANALOG Computing. Bounce дозволяє користувачам малювати лінії з низькою роздільною здатністю, а потім відпускати блок, який залишає постійний слід під час руху по екрану, створюючи візерунки, коли він відбивається від перешкод. Програма спеціально розроблена, щоб не мати цілей або підрахунку результатів, крім того, що в голові користувача. Bounce було переглянуто кілька разів у ANALOG, включаючи версію, яка дозволяє використовувати кілька активних блоків одночасно.
Містобудівний симулятор SimCity 1989 року був названий програмною іграшкою її творцем Віллом Райтом, оскільки в основній грі немає кінцевої мети; сценарії з цілями існували в деяких втіленнях гри, таких як SimCity 2000, але вони не були в центрі уваги.
Не ігри були особливо успішними на платформах Nintendo DS і Wii, де широкий спектр японських ігор звернувся до все більшої кількості звичайних геймерів. Типи не ігор включали програмне забезпечення для вивчення англійської та японської мов (зокрема програмне забезпечення для запам'ятовування кандзі), навчальні ігри Ґо, ігри- головоломки та відеоігри про кулінарію.